# Stadsprijs Geraardsbergen 1934
De 6e editie van de Belgische wielerwedstrijd Stadsprijs Geraardsbergen werd verreden op 30 augustus 1934. De start en finish vonden plaats in Geraardsbergen. De winnaar was Alfred Hamerlinck, gevolgd door Louis Roels en André Defoort.

## Uitslag
| Stadsprijs Geraardsbergen 1934 |                   |                |      |
| Plaats                         | Naam              | Ploeg          | Tijd |
| Winnaar                        | Alfred Hamerlinck | Dilecta-Wolber |      |
| 2                              | Louis Roels       | Van Hauwaert   |      |
| 3                              | André Defoort     | individueel    |      |

1912 · 1913 · 1914–1926 · 1927 · 1928–1932 · 1933 · 1934 · 1935 · 1936 · 1937 · 1938 · 1939 · 1940 · 1941 · 1942 · 1943 · 1944 · 1945 · 1946 · 1947 · 1948 · 1949 · 1950 · 1951 · 1952 · 1953 · 1954 · 1955 · 1956 · 1957 · 1958 · 1959 · 1960 · 1961 · 1962 · 1963 · 1964 · 1965 · 1966 · 1967 · 1968 · 1969 · 1970 · 1971 · 1972 · 1973 · 1974 · 1975 · 1976 · 1977 · 1978 · 1979 · 1980 · 1981 · 1982 · 1983 · 1984 · 1985 · 1986 · 1987 · 1988 · 1989 · 1990 · 1991 · 1992 · 1993 · 1994 · 1995 · 1996 · 1997 · 1998 · 1999 · 2000 · 2001 · 2002 · 2003 · 2004 · 2005 · 2006 · 2007 · 2008 · 2009 · 2010 · 2011 · 2012 · 2013 · 2014 · 2015 · 2016 · 2017 · 2018 · 2019 · 2020 · 2021 · 2022